# Supercerchio

Un supercerchio (squircle)

Il supercerchio o squircle è una forma geometrica che unisce le proprietà di un quadrato a quelle di un cerchio. Si tratta di uno speciale caso di superellisse. Il termine squircle è una macedonia, o meglio una sincrasi,  delle parole inglesi square (quadrato) e circle (cerchio).

## Equazione
Nel sistema di riferimento cartesiano, il supercerchio centrato su un punto (a, b) con assi paralleli alle coordinate è descritto dall'equazione:
{\displaystyle \left(x-a\right)^{4}+\left(y-b\right)^{4}=r^{4}}
dove r sta per il raggio minore del supercerchio.

## Generalizzazione
Il supercerchio è un caso particolare (n = 4) nella classe di forme geometriche note come "supercerchi", definite dall'equazione:
{\displaystyle \left|x-a\right|^{n}+\left|y-b\right|^{n}=|r|^{n}.\,}
Purtroppo, la tassonomia non è coerente – alcuni si riferiscono alla classe come "supercerchi" e nel caso specifico come squircle, mentre altri adottano la convenzione di denominazione opposta. I supercerchi sono a loro volta un sottoinsieme delle superellissi, che hanno come equazione:
{\displaystyle \left|{\frac {x-a}{r_{a}}}\right|^{n}\!+\left|{\frac {y-b}{r_{b}}}\right|^{n}\!=1,\,}
dove ra e rb sono rispettivamente le lunghezze del semiasse maggiore e minore. Le superellissi sono state ampiamente studiate e rese popolari dal matematico danese Piet Hein.

## Forme simili
Una forma simile al supercerchio, chiamata quadrato arrotondato, può essere generata disponendo quattro quarti di un cerchio e collegando le loro estremità libere con delle linee rette. Tale forma è molto simile, ma non identica allo squircle. Sebbene costruire un quadrato arrotondato può essere fisicamente e concettualmente semplice, il supercerchio ha un'equazione semplice e può essere generalizzato molto più facilmente. Una conseguenza di questo è che lo squircle  e le altre superellissi possono essere ridimensionate abbastanza facilmente. Questo è utile quando, per esempio, si vogliono realizzare degli squircle concentrici.
Un'altra forma simile è definita mediante l'intersezione CSG di un quadrato e di un cerchio concentrici, con il diametro del cerchio maggiore della lunghezza del lato del quadrato, ma inferiore alla lunghezza della diagonale. Tali forme circolari troncate mancano della continuità tangente posseduta dalle superellissi e dai quadrati arrotondati.

## Utilizzi
Il supercerchio è utile nel campo dell'ottica. Se la luce viene fatta passare attraverso un'apertura quadrata bidimensionale, il punto centrale della figura di diffrazione può essere modellato con uno squircle. Se invece viene utilizzata un'apertura rettangolare, il punto può essere approssimato da una superellisse.
Lo squircle è utilizzato anche per il disegno dei piatti piani. Una stoviglia "squircolare" ha una superficie maggiore (e quindi può contenere più cibo) rispetto ad un piatto circolare con lo stesso raggio, ma occupa ancora la stessa quantità di spazio in un mobile con cassetti rettangolari o quadrati. Lo stesso vale per una stoviglia quadrata, ma qui ci sono vari problemi (come fragilità e difficoltà di pulizia) associati agli angoli dei piatti quadrati.
L'azienda di telecomunicazioni Nokia è generalmente associata alla forma del supercerchio, avendola utilizzata per il disegno del bottone touchpad in molti suoi dispositivi di telefonia mobile. Anche la casa automobilistica FIAT si è ispirata allo squircle per la progettazione stilistica della Panda 2012.
Anche la multinazionale statunitense Apple è famosa per l'applicazione della forma del supercerchio in vari ambiti, come la forma della scocca dei telefoni, de gli angoli dei menu a tendina o ancora per le cartelle raggruppanti App nelle schermata del telefono.
Una coppia di squircle è anche utilizzata nel logo di BPER Banca.